# Костёнки
Костёнки — село на правом берегу Дона в Хохольском районе Воронежской области.
Административный центр Костёнского сельского поселения. 
Всемирно известно открытыми здесь палеолитическими стоянками древнего человека, сохранением которых занимается местный музей-заповедник «Костёнки».

## Костёнск

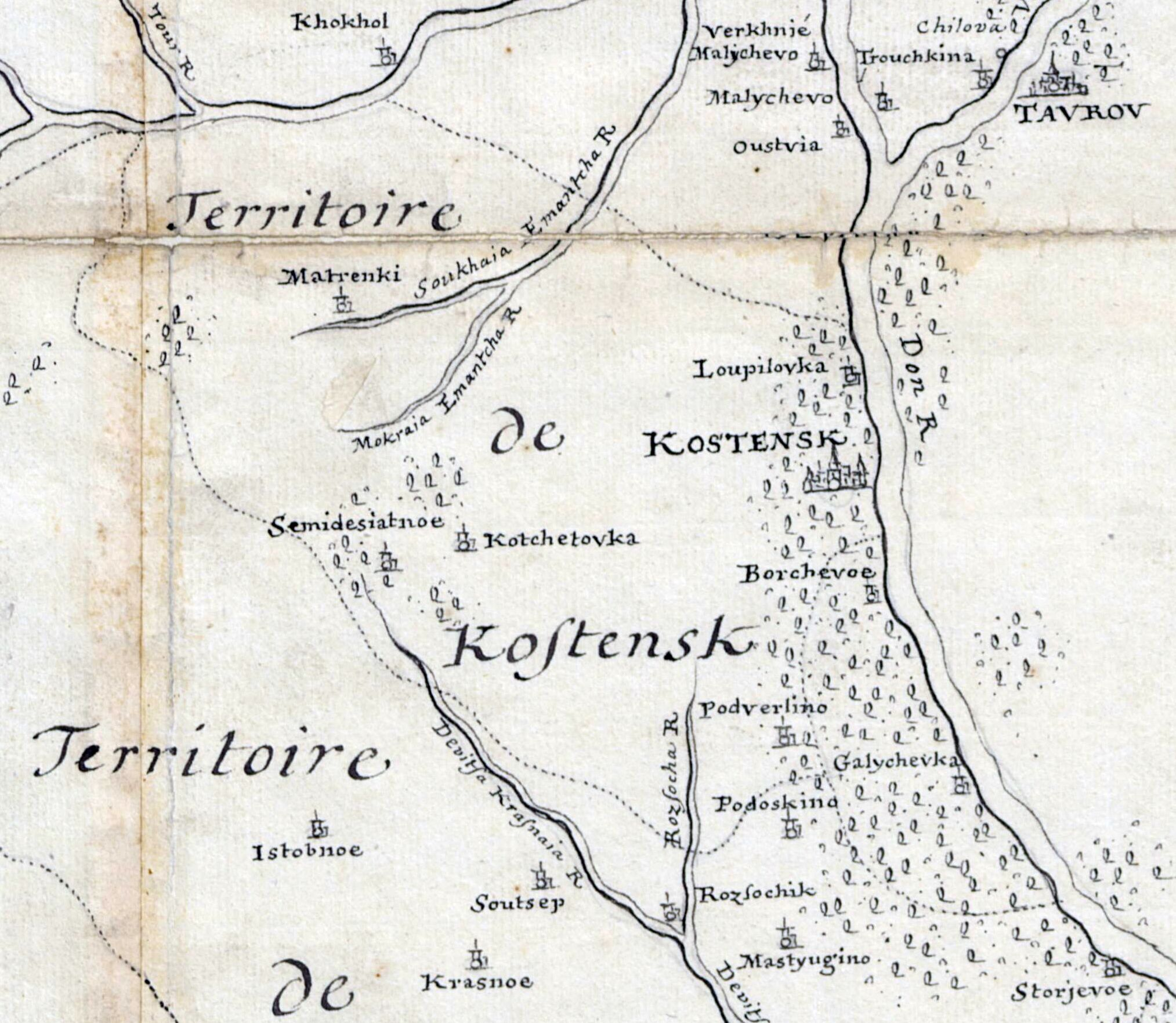
Костенский уезд на карте Воронежской провинции. 1723 год

В 1642 году на берегу Дона сын боярский Богдан Конинский заложил город Костёнск. Это была бревенчатая крепость с деревянной Покровской церковью. В 1682 г. возводится соборный храм во имя Иоанна Предтечи.
Наиболее старинное здание в Костёнках — сельская управа и почта XIX века. С меловых холмов открывается вид на озеро Погоново и другие старичные озёра левобережья.

## Население
| 1859 | 1897  | 2010  |
| ---- | ----- | ----- |
| 3012 | ↗5022 | ↘1438 |

## Костёнковские стоянки
Костёнки признаются богатейшим в России местом сосредоточения стоянок ранних людей современного типа. Здесь на территории площадью около 10 км², открыто свыше 60 стоянок (на ряде по несколько жилищ, иногда очень крупных), датируемых от 37 до 13 тыс. лет назад (верхний палеолит). Найдены многочисленные предметы украшения и произведения искусства: небольшие скульптурные изображения животных и всемирно известные женские статуэтки — так называемые «палеолитические венеры».
В районе села Костёнки находятся в отложениях грязевых селевых потоков и излияний плывунов. Первый седиментационный процесс, продуцирующий мощные грязевые потоки, был вызван наземными селевыми потоками, возникавшими в склоновых эрозионных формах рельефа. Второй седиментационный процесс был связан с подземными грунтовыми потоками, образованными, в основном, разжиженными песчано-глинистыми сеноманскими отложениями. Во временно возникавших ловушках происходило накопление потока. При переполнении седиментационных ловушек большими массами грунтового разжиженного материала происходили катастрофические излияния грязевых плывунов. Так как отложения грязевых потоков и плывунов являлись необходимой для мамонтов минеральной пищевой добавкой, то они периодически гибли во время излияний, что способствовало концентрации костищ этих животных. Интенсивная динамика грязевых излияний и потоков способствовали гибели и ранению этих животных. Во время длительного неледникового события от 40 до 20 тыс. л. н. (среднего валдая), предшествовавшего последнему материковому оледенению, существовала елово-сосновая растительность. Палинологические исследования отложений второй половины среднего валдая выявили 4 этапа потеплений длительностью от 3 до 6 тыс. лет, разделённых похолоданиями продолжительностью от 0,5 до 2 тыс. лет. Резкая смена ландшафта, произошедшая примерно 23 тыс. л. н., отражает исчезновение островных хвойных лесов, сочетавшихся со степными пространствами, и появление тундры. В безлесном позднем валдае кости мамонтов служили топливом, строительным материалом, мебелью.

### История изучения
Находясь в Воронеже на строительстве флота в апреле 1696 года, Пётр I услышал, что около Костенска находят исполинские кости. После этого им был отправлен в этот город для сбора сведений солдат Преображенского полка Филимон Катасонов. Этот год можно считать началом археологических исследований в районе Воронежа.
В 1717 году Пётр I писал в Воронеж азовскому вице-губернатору С. А. Колычёву (до 1725 года Воронеж был административным центром Азовской губернии), что «повелевает в Костенску и в других городах и уездах губернии… приискивать великих костей как человеческих, так и слоновых и всяких других необыкновенных». Многие из находимых в Костёнках костей Пётр I «вытребовал в санктпетербургскую свою кунсткамеру». Император считал, что гигантские кости — это останки боевых слонов Александра Македонского, «ходившего воевать скифов».
В 1879 году профессор Петербургского университета Иван Семёнович Поляков открыл стоянку «Костёнки-1». Он из первого же заложенного шурфа извлёк кремнёвые орудия труда, наконечники копий и другие предметы, подтверждающие существование людей в этих местах много веков назад. Почти с той поры петербургские (ленинградские) ученые и задают тон в изучении этого памятника.